# Seneschalk

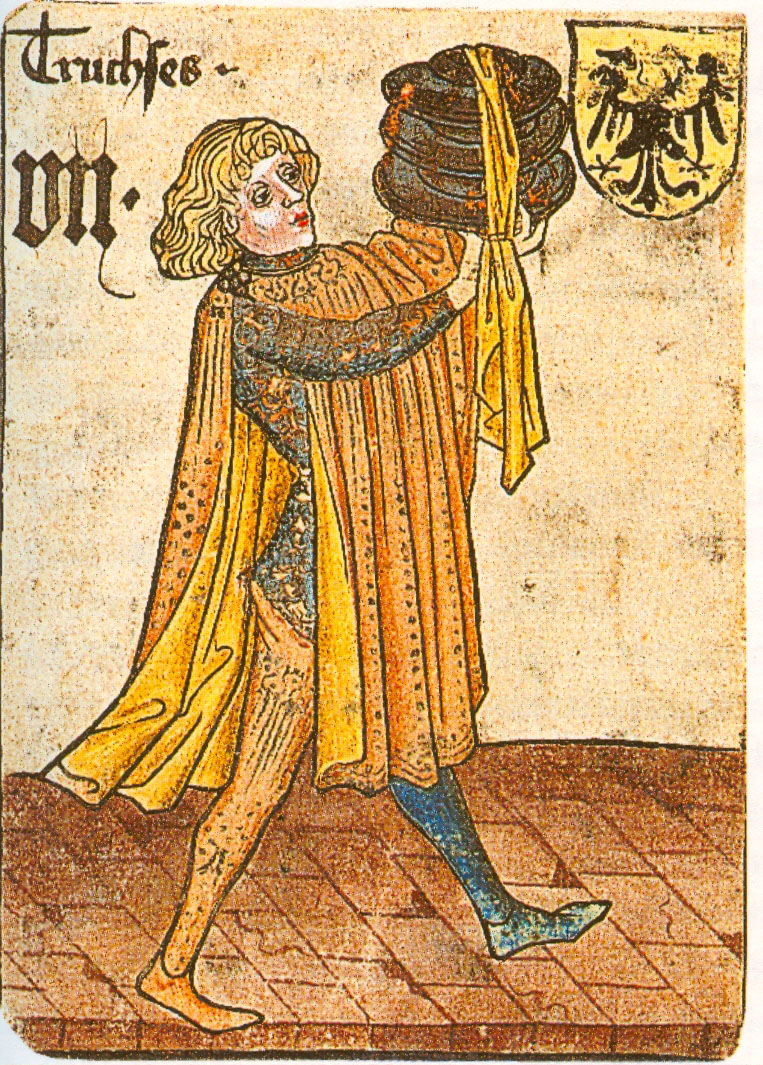
Seneschalk afgebeeld in een kaartspel.

Seneschalk (Oudfrankisch: *siniskalk) was in Frankrijk in de Middeleeuwen de titel voor een belangrijke functionaris en plaatsvervanger van de koning.
De seneschalk was belast met financieel beheer. Hierbij ging het voornamelijk om het innen van belastingen. Daarnaast was de seneschalk ook belast met  juridische aangelegenheden, zoals de koninklijke rechtspraak.
De seneschalk werd, anders dan een baljuw, in grensgebieden geplaatst. Hierdoor had hij naast zijn financiële en juridische bevoegdheden ook een militaire functie.
De titel was meestal voor het leven maar niet-overerfbaar. Hij werd afgeschaft door Filips II August (1165-1223).